# 交響曲第2番 (ルビンシテイン)
交響曲第2番ハ長調『大洋』（ロシア語: Океан）作品42は、アントン・ルビンシテインが作曲した交響曲。世界の七つの海を表したとされる。2度にわたって改訂され、長大化したことで知られる。
他の多くのルビンシテインの交響的作品同様、メンデルスゾーンの影響が指摘されており、民族的要素はほとんどない。

## 概要
1848年から1854年にかけてルビンシテインは3曲の交響曲の作曲を試みた。そのうち現存するのは2つのみで、一つが19世紀ロシアで作曲された最初の交響曲の一つとされる「交響曲第1番へ長調」作品40（1850年）、そしてもう一つが本曲となり、1851年に完成した。
4楽章からなる初版は翌1852年3月6日にサンクトペテルブルクで作曲者自身の指揮により初演されて大成功を収め、当時まだ11歳だったピョートル・チャイコフスキーは「天才の仕事だ」と絶賛した。1854年11月16日にはライプツィヒで作曲者指揮のゲヴァントハウス管弦楽団により演奏されており、これは海外で初めて演奏されたロシア作曲家の交響曲だと考えられている。楽譜は1857年に出版され、ルビンシテインは本曲をフランツ・リストへ献呈した（「第1番」は1859年になって出版されている）。
1863年にルビンシテインはスケルツォを含む2楽章を追加して一部楽章の順序を入れ替え、全6楽章となった（第2版）。結果として、本作は交響曲というよりも交響組曲という色彩が強くなった。初版を評価したチャイコフスキーは、これら2楽章を非常に魅力的だとしながらも、追加したことにより本作が長大化し、初版の古典的ソナタ形式のバランスが破壊されたと批判した。チャイコフスキーが最初の交響曲を作曲したのはこの後（1866年）である。
民俗色を取り入れた「交響曲第5番」作品107を作曲した1880年、ルビンシテインはさらに嵐を表す楽章を第2楽章として追加して、他の楽章の速度記号を変更し、結果7楽章に落ち着いた（第3版）。しかし、ルビンシテインが亡くなった直後の1894年12月19日にリヒャルト・シュトラウスは本作の第3版を演奏する予定を変更し、初版を演奏するなど評判は良くなかった。
今日ではナクソスなどから初版と第3版の録音が出ているが、民族楽派と対立したルビンシテイン自身がロシア国内で長く忘れられていたことや、曲自体長大なことも手伝い、実演の機会はほとんどない。

## 楽章構成
- 初版（約50分）

1. Allegro maestoso ハ長調
2. Adagio non tanto ホ短調
3. Allegro ト長調
4. Adagio - Allegro con fuoco ハ長調

- 第2版[4]

1. Allegro maestoso
2. Adagio ニ長調(追加)
3. Allegro ト長調(初版の第3楽章)
4. Adagio ホ短調(初版の第2楽章)
5. Scherzo:Presto ヘ長調(追加)
6. Adagio - Allegro con fuoco

- 第3版（約73分）

1. Moderato assai ハ長調
2. Lento assai イ短調(追加)
3. Andante ニ長調
4. Allegro ト長調
5. Andante ホ短調
6. Scherzo:Allegro ヘ長調
7. Andante - Allegro con fuoco ハ長調

## 楽器編成
初版から改訂版まで同一である。
- ピッコロ、フルート2、オーボエ2、クラリネット2、ファゴット2、ホルン4、トランペット2、テナートロンボーン2、バストロンボーン、チューバ、ティンパニ、弦五部。

## 録音
- 初版:ソビエト国立文化省交響楽団、フアト・マンスロフ指揮（メロディア）
- 初版:ロシア国立交響楽団、イーゴリ・ゴロフチン指揮（デロス（英語版））
- 第3版:スロヴァキア・フィルハーモニー管弦楽団、スティーヴン・ガンゼンハウザー指揮（ナクソス）